# أل جنكينز
أل جنكينز (بالإنجليزية: Al Jenkins)‏ هو لاعب كرة قدم أمريكية أمريكي، ولد في 15 يوليو 1946 في نيو أورلينز في الولايات المتحدة.

## وصلات خارجية
- أل جنكينز على موقع مرجع كرة القدم المحترفة.كوم (الإنجليزية)